# Apaturina octavia
Apaturina octavia är en fjärilsart som beskrevs av Hans Fruhstorfer 1904. Apaturina octavia ingår i släktet Apaturina och familjen praktfjärilar. Inga underarter finns listade i Catalogue of Life.